# Pepe (film)
Pepe – amerykański film komediowy z 1960 roku, w którym główną rolę gra Cantinflas, w reżyserii George'a Sidneya.

## Fabuła
Ukochany koń młodego Meksykanina Pepe (Cantinflas) zostaje sprzedany gwieździe Hollywood – Tedowi Holtowi (Dan Dailey). Mężczyzna chce odzyskać zwierzę, więc wyrusza w podróż do Los Angeles. Na swojej drodze spotyka mnóstwo ówczesnych gwiazd (m.in. Joey Bishop, Billie Burke, Bing Crosby, Dean Martin czy Richard Conte), pracujących w tamtym okresie w Hollywood.

## Obsada
- Cantinflas jako Pepe
- Dan Dailey jako Ted Holt
- Shirley Jones jako Suzie Murphy
- Carlos Montalbán jako Rodríguez
- Vicki Trickett jako Lupita
- Matt Mattox jako tancerz
- Hank Henry jako menadżer
- Suzanne Lloyd jako Carmen
- Carlos Rivas jako Carlos
- Michael Callan jako tancerz
- William Demarest jako odźwierny w studiu

Hollywoodzkie gwiazdy:
- Joey Bishop
- Billie Burke
- Bing Crosby
- Dean Martin
- Richard Conte
- Maurice Chevalier
- Charles Coburn
- Tony Curtis
- Bobby Darin
- Ann B. Davis
- Sammy Davis Jr.
- Jimmy Durante
- Zsa Zsa Gabor
- Greer Garson
- Hedda Hopper
- Ernie Kovacs
- Peter Lawford
- Janet Leigh
- Jack Lemmon
- Kim Novak
- André Previn
- Donna Reed
- Debbie Reynolds
- Edward G. Robinson
- Cesar Romero
- Frank Sinatra
- Judy Garland (głos)